# Pandora – The World of Avatar
Pandora – The World of Avatar ist ein Themenbereich in Disney’s Animal Kingdom, der von James Camerons Film Avatar inspiriert ist. Der Bereich ist eine Generation nach den Ereignissen der Avatar-Filme angesiedelt und stellt den fiktiven extrasolaren Mond Pandora Charakteristisch im Bereich sind Pandoras schwebende Berge, die vielfältige außerirdische Flora und Fauna sowie die biolumineszenten Pflanzen. Der Themenbereich erstreckt sich über 4,9 Hektar und umfasst die Hauptattraktionen Avatar Flight of Passage und die Na’vi River Journey zusätzlich zu thematisch eingebundenen Geschäften und Restaurants.
Disney begann die Entwicklung von Pandora – The World of Avatar im Jahr 2011 gemeinsam mit James Cameron und seiner Produktionsfirma Lightstorm Entertainment. Ziel war es, Animal Kingdom in einen Ganztagespark zu verwandeln, ergänzt durch nächtliche Erlebnisse. Die Bauarbeiten für das Gebiet begannen am 10. Januar 2014 und der Bereich wurde am 27. Mai 2017 für die Parkgäste geöffnet.

## Geschichte

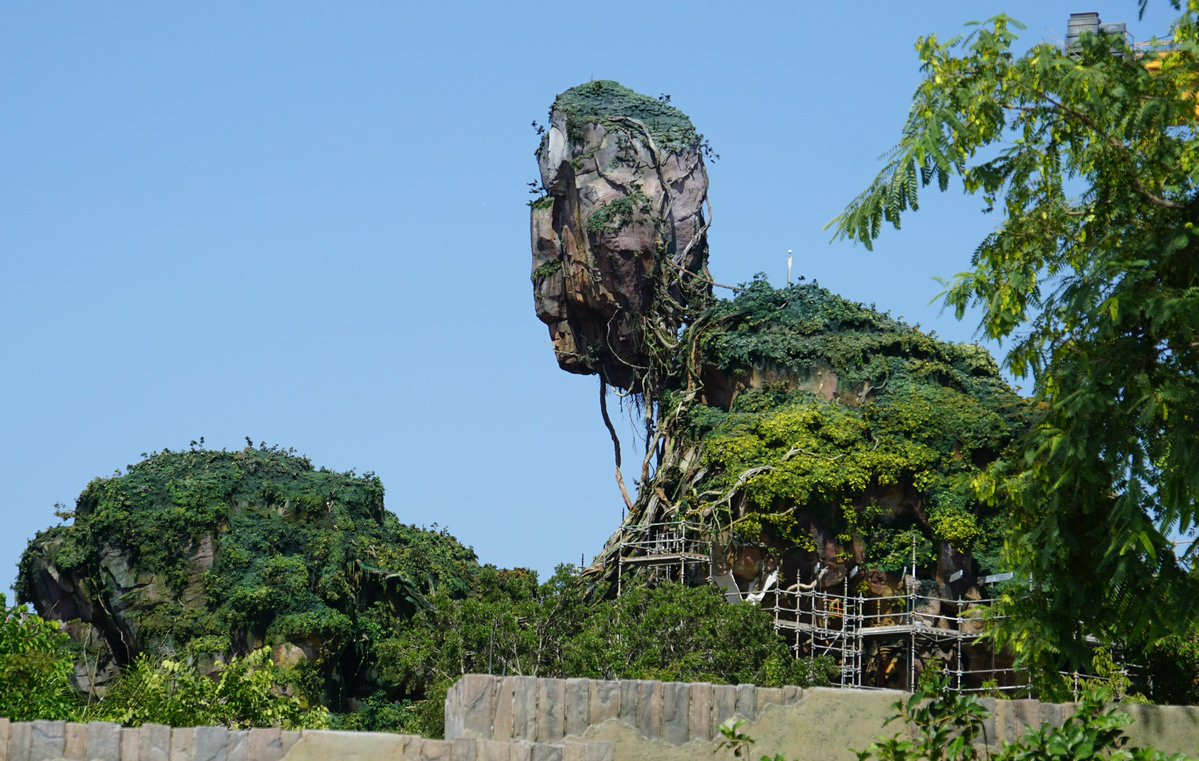
Konstruktion der fliegenden Felsen

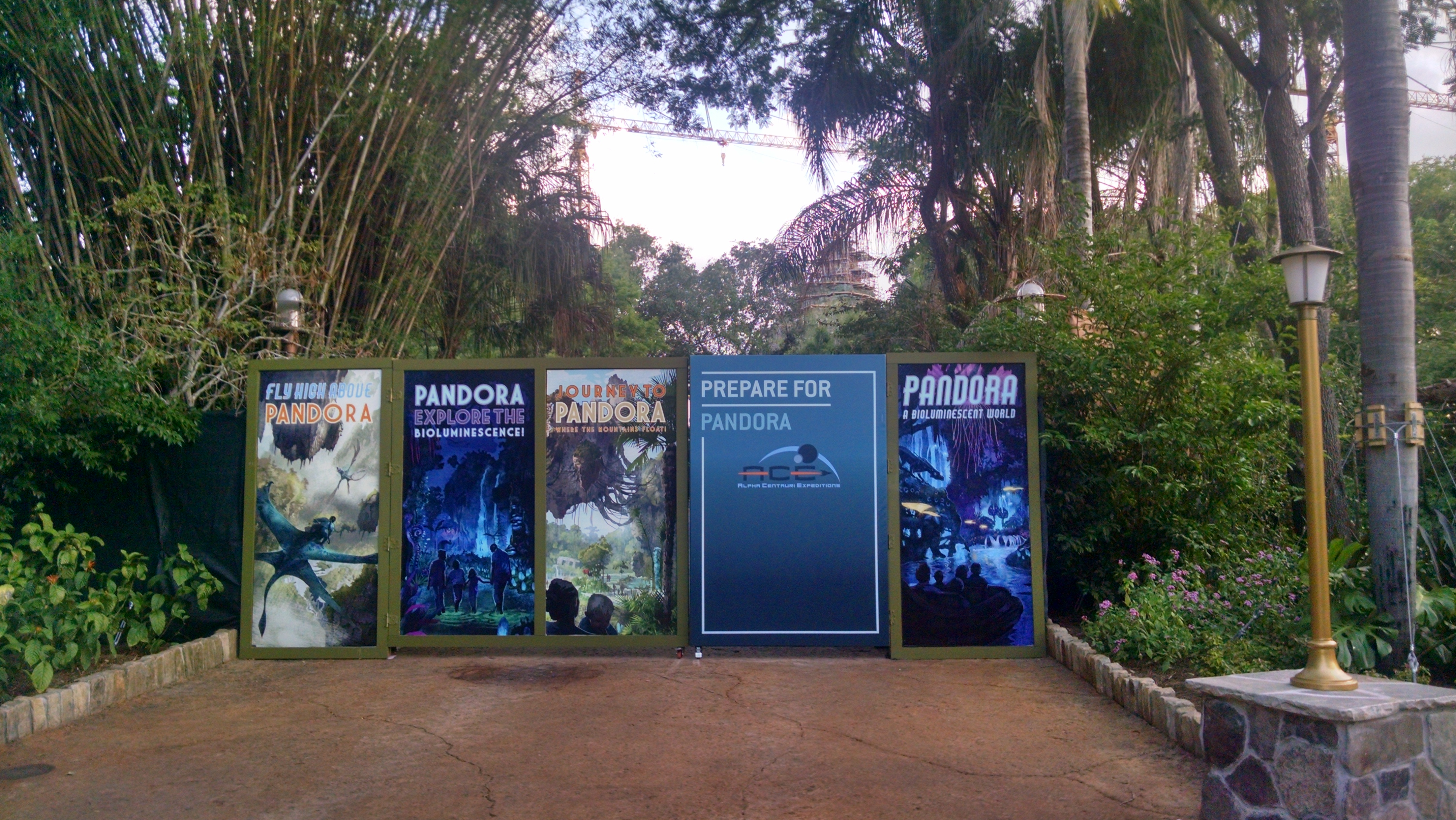
Versperrter Weg während der Bauarbeiten mit Werbung zum neuen Themenbereich

### Entwicklung
Anfang 2011 wurden James Cameron von den Disney-Führungskräften Bob Iger und Tom Staggs, CEO bzw. ehemaligem COO, Möglichkeiten für Avatar-Themenattraktionen in den Disney-Parks vorgestellt. Ursprünglich wurde über die Schaffung einer Avatar-Attraktion in Disney’s Hollywood Studios diskutiert, insbesondere in der damals noch in Betrieb befindlichen Studio Backlot Tour des Parks. Staggs schlug vor, den Film in einen neu gestalteten Themenbereich in Disney’s Animal Kingdom zu integrieren, um die Attraktionsliste des Parks zu erweitern.
Cameron war anfangs von Disneys Ansatz überrascht, als die Vision vorgestellt wurde, ein ganzes Themenland zu schaffen, anstatt lediglich eine einzelne Attraktion. Er kommentierte: „Disneys Vision, als sie zu mir kamen, war es, ein Land zu schaffen. Ich dachte, wir würden über die Schaffung einer [einzelnen] Attraktion sprechen“. Zusätzlich betonte Cameron, dass das Projekt eine perfekte Zusammenarbeit zwischen Lightstorm und Disney darstellt, wobei beide Unternehmen Ressourcen, digitale Assets und Talente austauschen.
Am 17. September 2011 schloss Disney einen exklusiven, langfristigen Lizenzvertrag mit Camerons Lightstorm Entertainment und 20th Century Fox für die weltweiten Themenpark-Rechte an Avatar ab. Disney stimmte zu, Cameron und Fox eine Lizenzgebühr und einen Prozentsatz der Merchandise-Verkäufe zu zahlen. Der Deal wurde am 20. September 2011 offiziell der Öffentlichkeit bekannt gegeben. Ein zentraler Punkt der Ankündigung war, dass Disney’s Animal Kingdom einen neuen Themenbereich erhalten würde, der sich vollständig Avatar widmet. Dieser neue Bereich sollte in einem Gebiet des Parks entstehen, das ursprünglich für ein nie gebautes Themenland über mythische und legendäre Kreaturen vorgesehen war. Der Abbau von Camp Minnie Mickey, das sich zuvor in diesem Gebiet befand, begann bereits 2008, um Platz für das Avatar-Projekt zu schaffen. Zusätzlich wurde die Show „Festival of the Lion King“, in ein neues Theater im Afrika-Bereich des Parks verlegt, das 2014 eröffnet werden sollte.
Durch eine exklusive Vereinbarung gab Disney bekannt, dass sie mit Cameron und seinem Produzenten Jon Landau zusammenarbeiten, um Themenlandschaften zu schaffen, die den Parkbesuchern die Möglichkeit geben, das geheimnisvolle Universum von Avatar hautnah zu erleben. Der Deal verleiht Disney auch exklusive Themenparkrechte zur Nutzung von Elementen aus dem 2009 veröffentlichten Blockbuster sowie von Fortsetzungen. Der neue Bereich wurde als mehrere Hektar groß beschrieben und sollte schätzungsweise 400 Millionen Dollar kosten, ähnlich wie das Cars Land in Disney California Adventure in Kalifornien; später wurde der Kostenschätzung auf etwa 500 Millionen Dollar erhöht.
Disney präsentierte einen ersten Blick auf das Land im Oktober 2013 auf der Japan D23 Expo. Der Deal könnte dazu führen, dass Avatar-Attraktionen in Zukunft auch in anderen Disney-Themenparks realisiert werden, allerdings gab es zu diesem Zeitpunkt keine Pläne dafür. 
Die Bauarbeiten begannen am 10. Januar 2014, nachdem ursprünglich die Arbeiten im Jahr 2013 geplant waren, mit einem ursprünglich geplanten Eröffnungstermin im Jahr 2016, der später auf Sommer 2017 verschoben wurde. Die Verzögerungen waren teilweise auf kreative Differenzen zwischen Cameron und Disneys Imagineering-Entwicklungsteam zurückzuführen. Cameron kontrollierte das Entwicklungstempo des Projekts, um sicherzustellen, dass die Eröffnung mit der Avatar-Franchise-Entwicklung synchronisiert wurde.
Im Februar 2017 wurde der 27. Mai 2017 als offizieller Eröffnungstag bestätigt. Das Land wurde am 24. Mai 2017 feierlich eingeweiht, Iger, Cameron, Jon Landau, der Fox-Vorsitzende Stacey Snider und die Darsteller Sam Worthington, Zoe Saldana und Sigourney Weaver nahmen teil. Um die Eröffnung des Parks zu bewerben, strahlte ABC eine Reihe spezieller Episoden von The View live aus dem Park aus, darunter eine spezielle Vorschau vor der Eröffnung mit James Cameron.

### Gestaltung

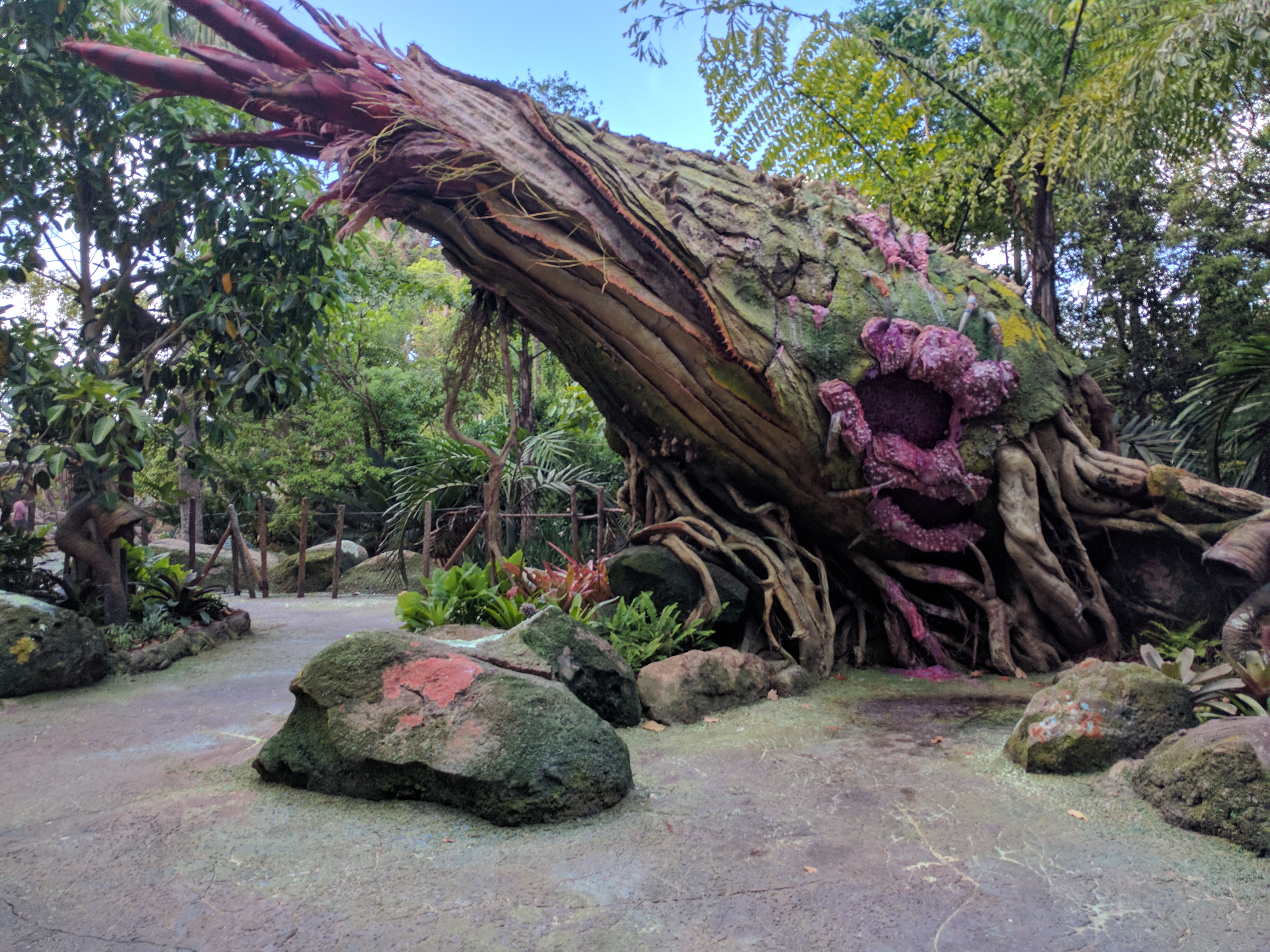
Flora in Pandora – The World of Avatar

Pandora – The World of Avatar wurde von Walt Disney Imagineering und Lightstorm Entertainment entworfen, wobei die Avatar-Produzenten James Cameron und Jon Landau als kreative Berater fungierten. Imagineer Joe Rohde, kreativer Leiter von Disney’s Animal Kingdom, diente als kreativer Direktor für das Projekt. Das Gebiet wurde am ehemaligen Standort von Camp Minnie-Mickey errichtet, der ursprünglich für das Beastly Kingdom vorgesehen war, ein nie gebautes Themenland, das auf mythologischen Kreaturen basieren sollte. Anstatt Charaktere einzubeziehen oder das Land auf bestehenden Handlungssträngen aus den Filmen aufzubauen, betonte das Team Themen wie Naturschutz und Umweltverantwortung. Disney und Lightstorm entschieden sich, die Handlung des Landes eine Generation nach dem kriegerischen Konflikt zwischen den einheimischen Na'vi und der Resources Development Administration (RDA) anzusiedeln, die im ersten Film versuchte, Pandora wegen seines Unobtaniums auszubeuten. Laut der Hintergrundgeschichte haben die Na'vi und die Menschen Frieden geschlossen und Alpha Centauri Expeditions (ACE) -– ein fiktives Tourismusunternehmen – hat sich mit den Na'vi zusammengetan, um Pandora als neues Ziel für Ökotourismus und wissenschaftliche Forschung zu präsentieren. Als Ergebnis gründete ACE die Pandora Conservation Initiative, um die einheimischen Arten Pandoras zu erhalten und zu erforschen.
Pandora – The World of Avatar enthält Elemente aus dem Original-Avatar-Film sowie aus den vier noch zu veröffentlichenden Fortsetzungen. Rhode gab anfangs zu, dass es schwierig war, die in Avatar dargestellten Schauplätze auf die physische Welt zu übertragen, da Pandora in den Filmen ausschließlich durch computergenerierte Bilder dargestellt wird. Daher adaptierte Imagineering die Konzeptkunst und die digitalen Entwürfe aus den Filmen und erweiterte sie, wobei Rhode erklärte, dass „es in diesen Bildern nicht genug Details für einen tatsächlichen Ort gab, den man auch wirklich bauen würde.“

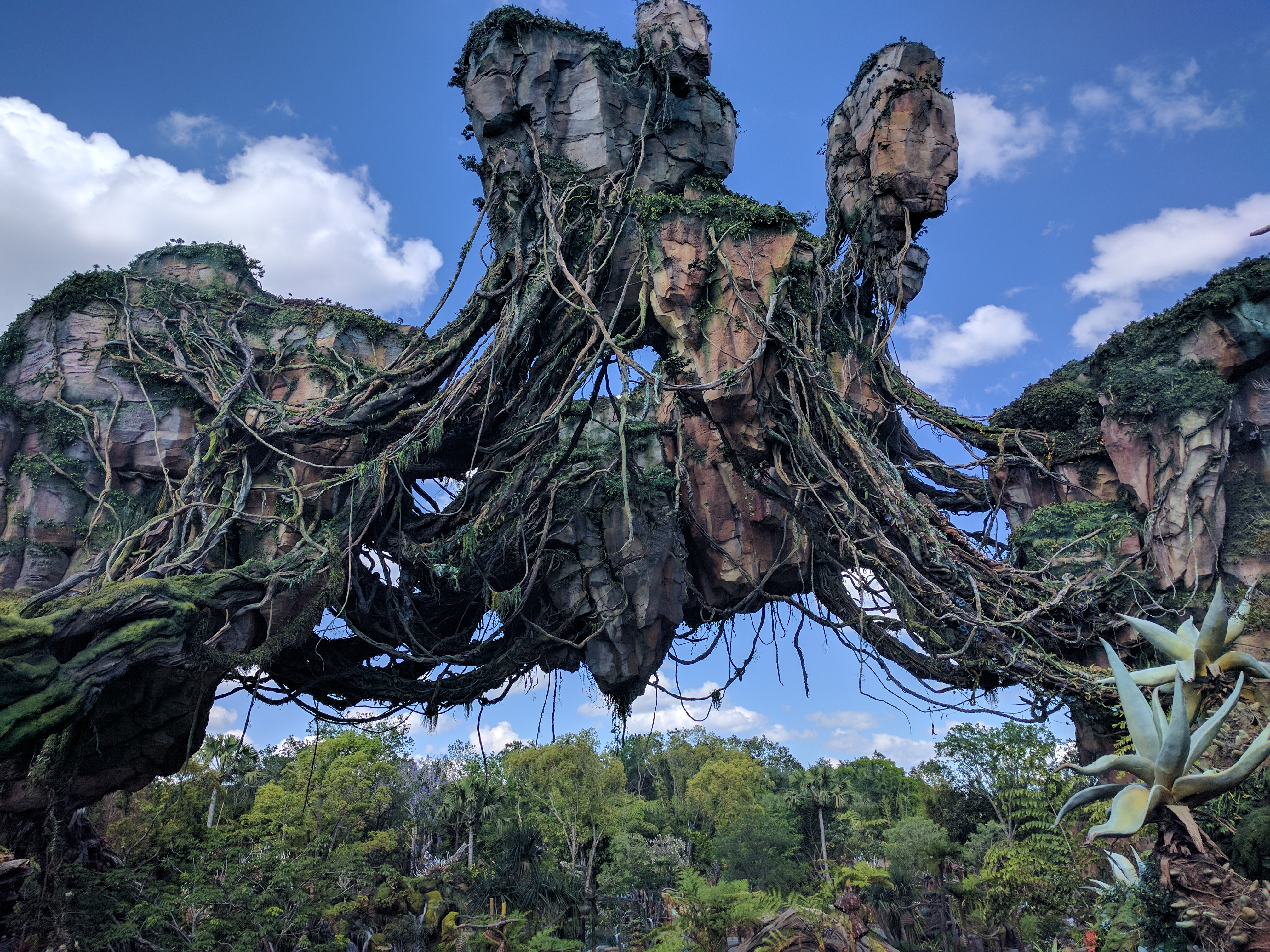
Die schwebenden Felsen im Themenbereich

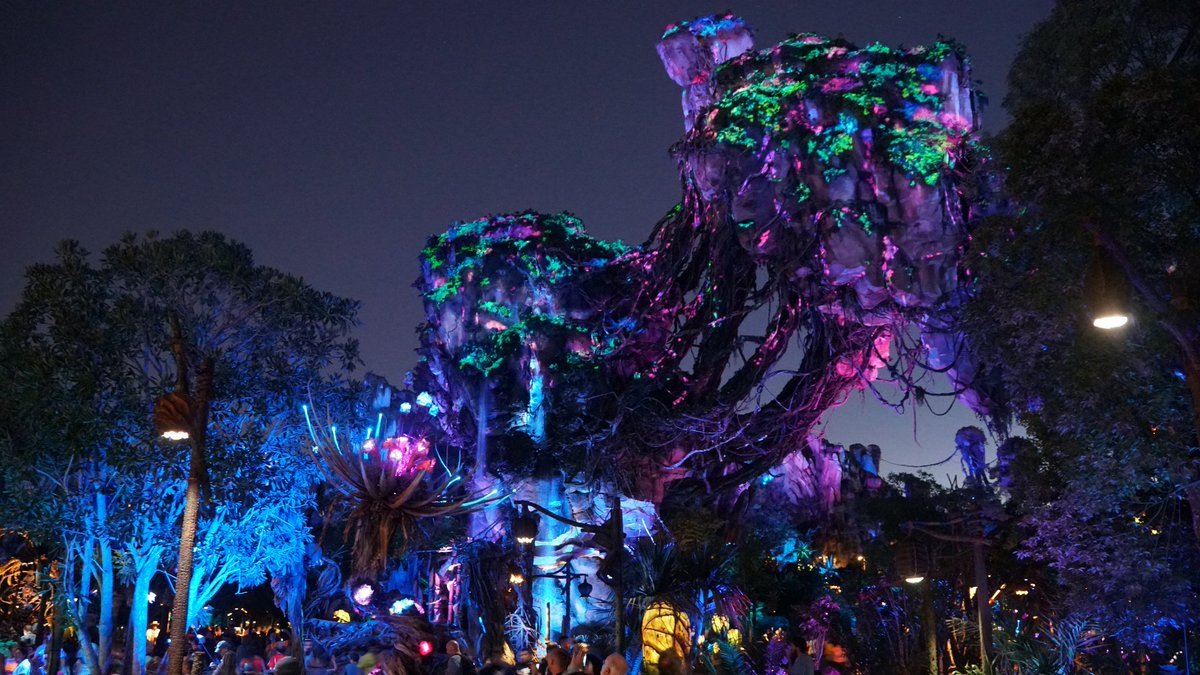
„Biolumineszenz“-Beleuchtung

Ein wichtiges visuelles Merkmal von Pandora ist das Tal von Mo'ara und seine schwebenden Bergketten. Die 156 Fuß (47,5 m) hohen Berge verwenden eine erzwungene Perspektive, um größer zu erscheinen, als sie tatsächlich sind, und werden von Stahlträgern in die Höhe gehalten, die mit Felsen und Weinreben verdeckt sind. Designer wurden in den Zhangjiajie National Forest Park geschickt, um die zerklüfteten Säulengipfel der Wulingyuan-Region zur Inspiration zu studieren, ebenso wie Blattwerkstudien auf Hawaii. Die Stahlfundamente für die schwebenden Berge brauchten ein Jahr zur Fertigstellung. Pandoras biolumineszierende Pflanzenarten finden sich ebenfalls überall in der Gegend. Imagineers schufen zwanzig Arten der pandoranischen Flora exklusiv für den Themenbereich. Die Landschaftsgestaltung besteht aus echten Pflanzenarten, gemischt mit modellierter Pandora-Flora, wobei jede fremdartige Pflanze ihre eigene versteckte Steuerbox benötigt, um die notwendige Menge an Beleuchtung in der Biolumineszenz während der Abendstunden zu erzeugen. Eine neue Bewegungssensor-Technik, die von Disney Research entwickelt wurde, ermöglicht es der Pflanzenwelt, auf taktile Interaktion von Gästen zu reagieren. Audioaufnahmen von pandoranischen Tieren erzeugen Umgebungsgeräusche im ganzen Land.
Im Gegensatz zu anderen Themenlandschaften und Attraktionen in der Geschichte des Unternehmens hat Disney in Pandora – The World of Avatar auf traditionelle Themenpark-Attribute verzichtet. Es fehlen typische Attraktionsbeschilderungen, Disney-Markenartikel und Mickey-Maus-Bilder auf den MyMagic+-Scannern in den Fastpass-Schlangen. Auf diese Elemente wurde für eine einheitliche Thematisierung des Bereichs verzichtet. Die Mitarbeiter spielen die Rolle von ACE-Feldexperten.

## Attraktionen

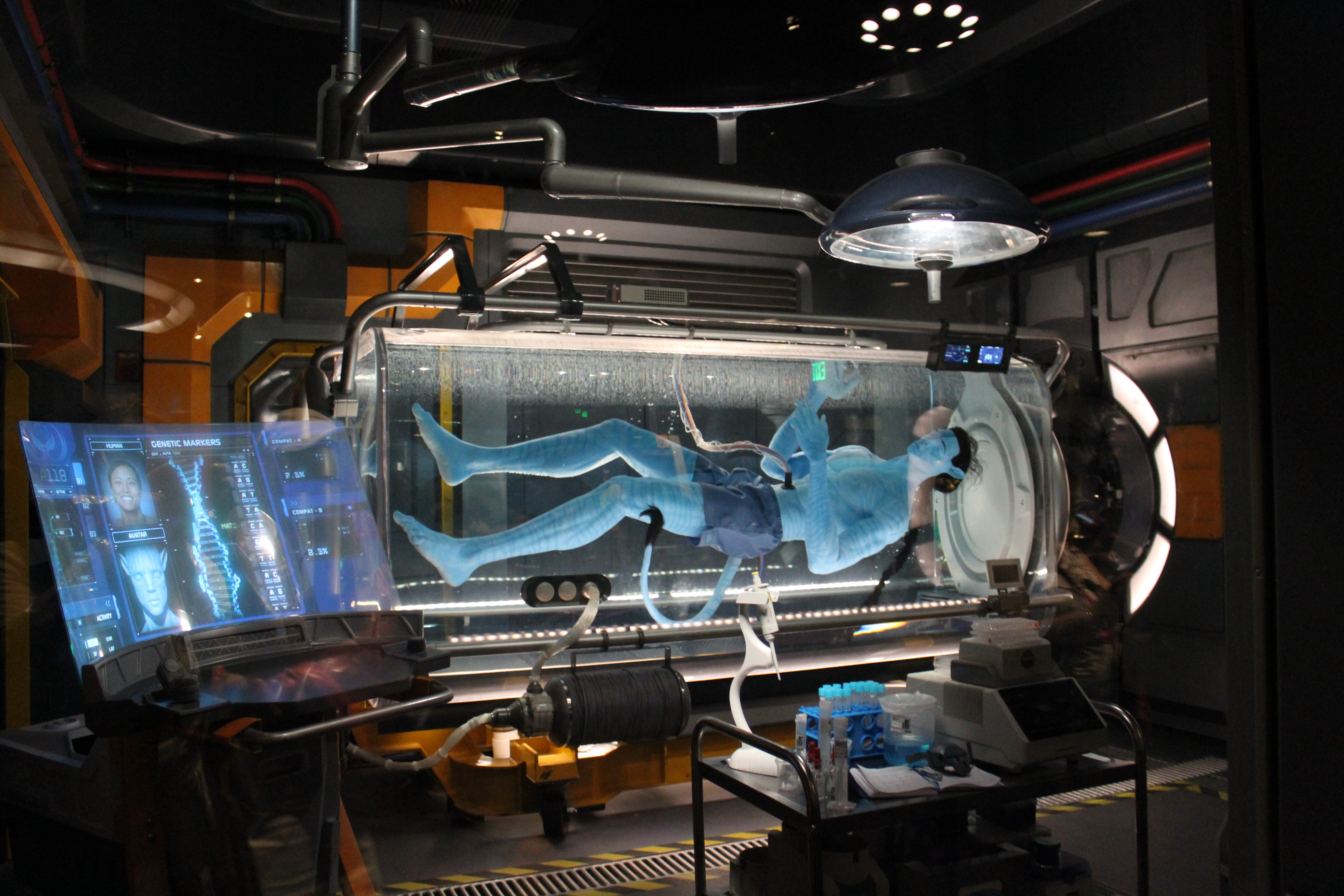
Thematisierung im Wartebereich der Attraktion

### Avatar Flight of Passage
Avatar Flight of Passage ist ein dreidimensionaler Flying Theatre Simulator. Die Attraktion ist im Avatar-Universum angesiedelt und ermöglicht es den Gästen, auf einem einheimischen Berg Banshee zu fliegen und über die Landschaft von Pandora zu schweben.

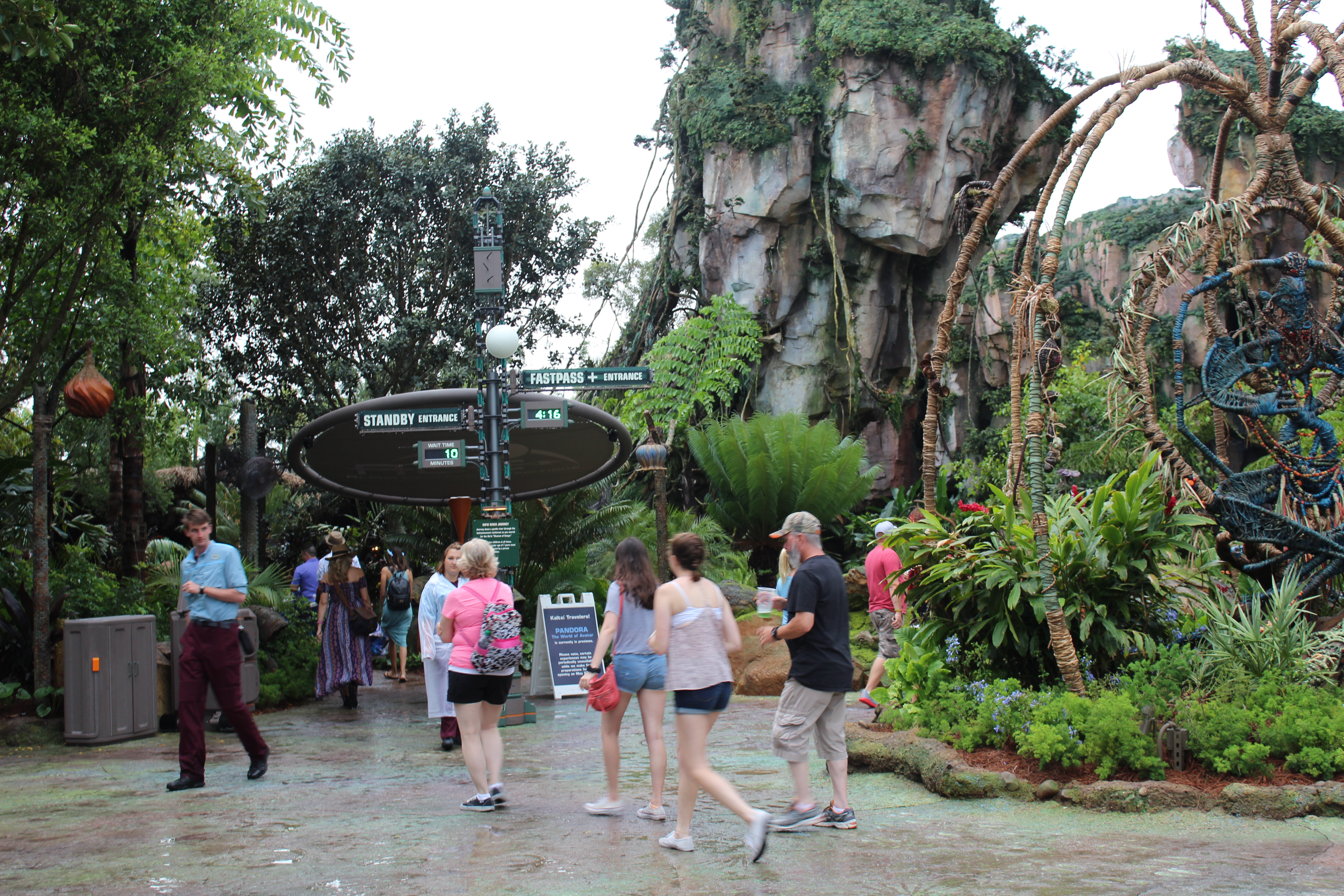
Eingangsbereich der Na'vi River Journey

Die Arbeit an Avatar Flight of Passage begann 2012 und umfasste Mitarbeiter von Walt Disney Imagineering, LEI (Lightstorm Entertainment Inc., mitbegründet von James Cameron) und Weta Digital. Das gesamte Filmmaterial in der Attraktion ist Originalmaterial, welches nur für diese Attraktion hergestellt wurde. Es wurden dabei Originaltexturen des ersten Films mitverwendet. Weta Digital lieferte das Filmmaterial für die Hauptattraktion.

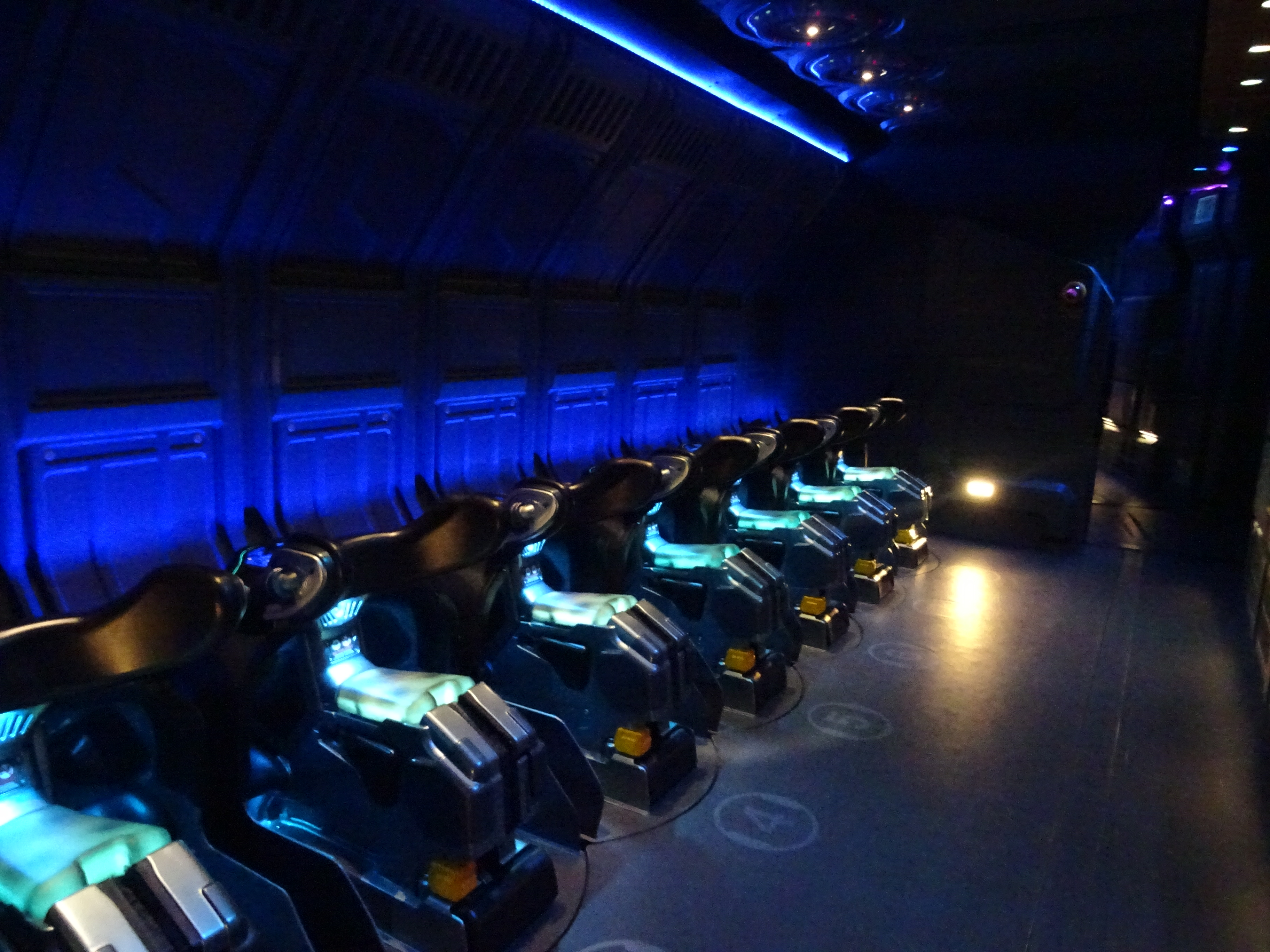
Der Flugsimulator im Inneren. Die Fahrgäste sehen erst nach dem Start der Fahrt die eigentliche Leinwand

In der Handlung der Attraktion versuchen die Menschen und Na'vi, die Banshee-Population wieder auf ein natürliches Niveau zu bringen, nachdem die Resources Development Administration Generationen zuvor den Bergbau betrieben hat. Alpha Centauri Expeditions (ACE) hat das Avatar-Programm durch die Pandora Conservation Initiative als Forschungsmethode reaktiviert und ermöglicht es den Gästen, sich mit einem Avatar zu verbinden, um auf einem Ikran (von den Menschen „Banshee“ genannt) zu fliegen und an der Stammes-Tradition des Erwachsenwerdens der Na'vi teilzunehmen. Die Attraktion befindet sich in den Überresten einer ehemaligen Einrichtung der Resources Development Administration und lädt die Gäste in das ACE-Labor ein, wo sie mit einem „Avatar“ verbunden werden und an Bord einer Banshee über das Tal von Mo'ara fliegen.
Am 27. Februar 2018, nachdem es zu vier Vorfällen gekommen war, fügte Disney Warnkarten für Fahrgäste vor dem Betreten der Fahrt hinzu. Die Karten ähnelten denen von Mission: Space in Epcot und warnten die Fahrgäste vor Höhenangst, Reisekrankheit und den Sitzbeschränkungen. Diese Karten wurden Ende 2018 entfernt und durch eine voraufgezeichnete Nachricht ersetzt, die den Gästen ähnliche Informationen vermittelt. Die Nachricht wird nur im Wartesaal unmittelbar vor der Fahrt abgespielt.
Avatar Flight of Passage wurde bei den Amusement Today’s Golden Ticket Awards als bestes neues Fahrgeschäft des Jahres 2017 mit 15 % der Stimmen auf den zweiten Platz gewählt.

### Na’vi River Journey
In der Na'vi River Journey besteigen die Parkgäste als Besucher des Exo-Mondes Pandora ein Boot der Alpha Centauri Expeditions. Als Gäste von der Erde fahren die Boote durch den fiktiven Kasvapan-Fluss von Pandora aus dem Film Avatar von 2009 und zeigt einheimische Tiere und biolumineszente Flora, unter Einbeziehung von Audio-Animatronics und 3D-Hologrammen. Die Fahrt verwendet halbtransparente Videoleinwände und Videoprojektionen, um die Umgebung viel größer erscheinen zu lassen, als sie tatsächlich ist – einschließlich einer Leinwand, die 30 m hoch und 21 m breit ist. Die Fahrt stellt eine der ruhigsten Fahrten in Disney’s Animal Kingdom dar.
Der Na'vi-Schamane der Lieder, der in der Attraktion zu sehen ist und die Besucher mit einem Lied begrüßt, ist Disneys bisher fortschrittlichste Audio-Animatronic-Figur. Fällt diese Figur aus, fährt diese als eine Plan-B-Möglichkeit in eine Werkhalle unterhalb der Attraktion und der Schamane wird auf einer Leinwand projiziert. Der Song, der von dem zurückgezogenen Weisen angeführt wird, trägt den Titel „Way Tiretuä“ und hat einen Text in Naʼvi, der Sprache, die von dem Linguistikprofessor Dr. Paul Frommer für den Film 2009 entwickelt wurde.

### Entertainment

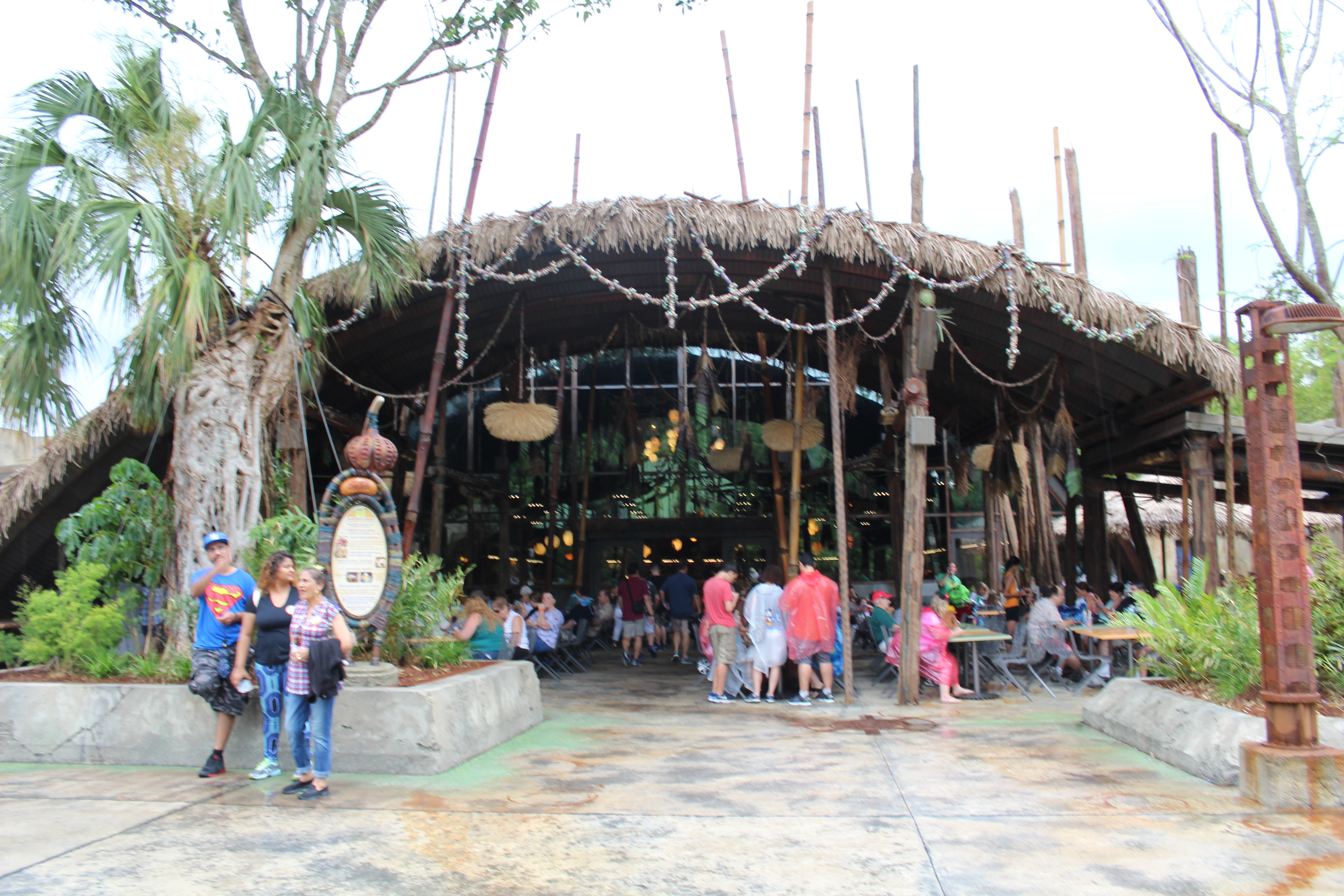
Die Satu’li Canteen

- Swotu Wayä Na'vi–Trommelzeremonie – ein täglicher Trommelkreis im Freien im Tal von Mo'ara, der eine traditionelle Na'vi-Trommelzeremonie nachstellt.[46]
- Pandora Rangers – eine Performance auf den Wegen, bei der ein Wissenschaftler der Pandoran Conservation Initiative, der einen AMP-Mech-Anzug trägt, mit den Gästen interagiert und sie über Pandora aufklärt.[47]

### Restaurants und Shops
Im Themenbereich befinden sich zwei Speiselokale und ein Souvenirgeschäft:
- Satu’li Canteen – ein Schnellrestaurant das „Gerichte der Na'vi“ anbietet.[48]
- Pongu Pongu – ein Essens- und Getränkestand, welcher von einem „menschlichen Auswanderer“ betrieben wird.[49]
- Windtraders – der einzige Souvenirladen des Themenbereichs, welcher exotische Waren und Souvenirs verkauft, welche die Flora, Fauna und Kultur von Avatar repräsentieren.[50]